# Hans Schmidt (Architekt)

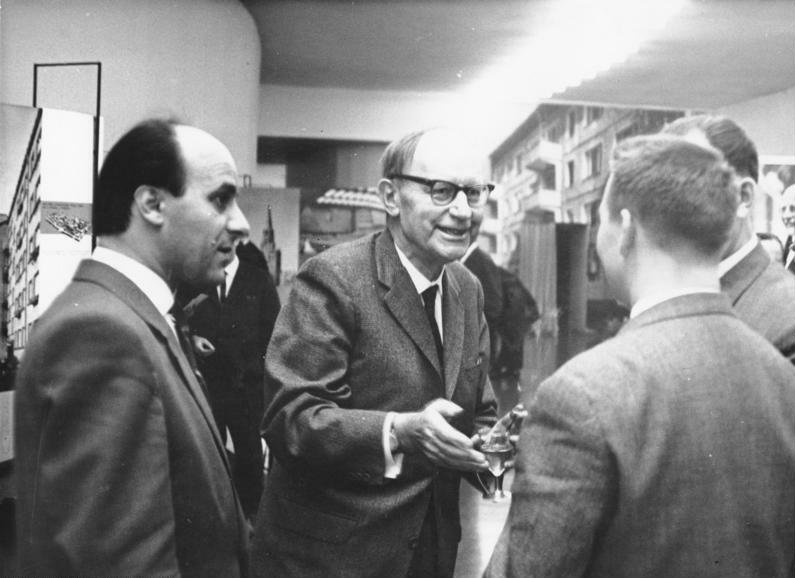
Hans Schmidt (Mitte) im Jahr 1965

Johannes «Hans» Schmidt (* 10. Dezember 1893 in Basel; † 18. Juni 1972 in Soglio; konfessionslos; heimatberechtigt in Brugg) war ein Schweizer Architekt, Stadtplaner, Architekturtheoretiker sowie Grafiker.

## Leben
Hans Schmidt, Sohn des Geologen Carl Schmidt und der Dorothea Charlotte Schmidt geborene Hudtwalker, er war der ältere Bruder des Kunsthistorikers Georg Schmidt.
Schmidt studierte nach abgelegter Matura ein Semester Geschichte, Kunstgeschichte sowie Archäologie an der Universität Genf. Im Anschluss absolvierte Schmidt ein Volontariat als Bauzeichner im Zürcher Büro von Curjel & Moser, bevor er sich 1913 dem Studium der Architektur bei Carl Hocheder und Friedrich von Thiersch an der Technischen Hochschule München zuwandte. 1917 wechselte Schmidt an die ETH Zürich zu Karl Moser und Hans Bernoulli, wo er 1918 den akademischen Grad eines Diplom-Ingenieurs erwarb. Sein erstes eigenständiges Projekt war ein 1918 eingereichter Wettbewerbsentwurf zur Genfer Genossenschaftssiedlung und Gartenstadt "Piccard, Pictet Co." in Aïre.
Nach einer kurzen Tätigkeit bei Bernoulli und Ernst Eckenstein übersiedelte Schmidt 1920 in die Niederlande. Dort wurde er von Jacobus Johannes Pieter Oud beeinflusst und erhielt 1922 eine Anstellung beim renommierten Architekten Michiel Brinkman, auf dessen Baustelle in Rotterdam er tätig war. 1924 kehrte er in die Schweiz zurück. Sein erstes ausgeführtes Projekt war das 1925 fertiggestellte Haus Hodel in Riehen. Nachdem Schmidt 1926 zusammen mit Paul Artaria ein Architekturbüro gegründet hatte, erstellte er mit diesem bis 1930 verschiedene Wohn- und Siedlungsbauten, mit denen er sich als einer der führenden Architekten der Bewegung des Neuen Bauens profilierte.
Schmidt, der 1928 zu den Begründern des Congrès International d’Architecture Moderne (CIAM) gehörte, ging 1930 als Berater des Volkskommissariats für Schwerindustrie nach Moskau. In den Folgejahren wirkte er in der Sowjetunion bei der Planung und Ausführung mehrerer Industriestädte mit, 1937 kehrte er in die Schweiz zurück. 1944 war er einer der Mitgründer der kommunistischen Partei der Arbeit, die er von 1944 bis 1955 im Grossen Rat des Kantons Basel-Stadt vertrat.
1956 folgte er einem Ruf als Hauptarchitekt an das Institut für Typung nach Ost-Berlin, 1958 wurde er zum Direktor des Instituts für Theorie und Geschichte der Baukunst an der Deutschen Bauakademie bestellt. 1963 verlieh ihm die Bauakademie die Ehrendoktorwürde, 1968 wurde er mit dem Vaterländischen Verdienstorden in Silber der DDR ausgezeichnet. 1969 kehrte Schmidt bei seiner Pensionierung in die Schweiz zurück, wo er drei Jahre später im Alter von 78 Jahren starb.
Hans Schmidt, der zunächst mit grafischen Arbeiten hervortrat, unter anderem mit der 1911 fertiggestellten handkolorierten Holzschnitt-Folge Die Irrfahrten des Odysseus, aufbewahrt im Kunstmuseum Basel, befasste sich als sozial engagierter Pionier des Wohnungs- und Städtebaus vorwiegend mit den Möglichkeiten der Standardisierung und Umgestaltung der Stadt. Er veröffentlichte unter anderem Gestaltung und Umgestaltung der Stadt, erschienen 1970, mit Rolf Linke und Gerd Wessel.

## Weitere Schriften
- Die Farbe als Mittel des künstlerischen Ausdrucks in der Architektur und im Städtebau. Deutsche Bauinformation bei der Deutschen Bauakademie, Berlin 1963.
- Beiträge zur Architektur 1924–1964. VEB Verlag für Bauwesen, Berlin 1965.
- Beiträge zur architekturtheoretischen Forschung. Diskussionsmaterial. Institut für Städtebau und Architektur der Deutschen Bauakademie, Berlin 1967.
- Funktion und Komposition der Stadtzentren. Untersuchungen am Beispiel der Stadtzentren Berlin, Leipzig, Dresden und Karl-Marx-Stadt. Deutsche Bauinformation bei der Deutschen Bauakademie, Berlin 1967.
- Strassen und Plätze. Beispiele zur Gestaltung städtebaulicher Räume. 2. Auflage, VEB Verlag für Bauwesen, Berlin 1971.
- (mit Jean Villain): Umwelt und Wohnung als Schicksalsfragen der Gesellschaft. Wieviel Dreck verträgt die Schweiz? Partei der Arbeit, Zürich 1971.